# Windows Forms

Даний API — частина .NET Framework 3.0

Windows Forms — інтерфейс програмування додатків (API), відповідальний за графічний інтерфейс користувача і є частиною Microsoft .NET Framework. Даний інтерфейс спрощує доступ до елементів інтерфейсу Microsoft Windows за допомогою створення обгортки для Win32 API в керованому коді.
Всередині .NET Framework, Windows Forms реалізується в межах простору імен System.Windows.Forms.

## Історія і розвиток
Як і Abstract Window Toolkit (AWT) (схожий API для мови Java), бібліотека Windows Forms була розроблена як частина .NET Framework для спрощення розробки компонентів графічного інтерфейсу користувача. Windows Forms побудована на основі застарілого Windows API.
Windows Forms надає можливість розробки кросплатформного графічного користувацького інтерфейсу. Але Windows Forms є лише обгорткою Windows API-компонентів.
Разом з .NET Framework 3.0 Microsoft випустила новий API для користувацьких інтерфейсів: Windows Presentation Foundation, який базується на мові XAML.

## Альтернативні реалізації
Mono — проєкт, оплачуваний Novell (раніше — Ximian), одне з завдань якого — створити стандарт Ecma, сумісний з набором інструментів .NET.